# Sławomir Kiedewicz
Sławomir Kiedewicz (* 7. August 1973 in Toruń) ist ein ehemaliger polnischer Eishockeyspieler, der auf der Position des Centers spielte und zuletzt beim EHC Neuwied unter Vertrag stand.

## Karriere
Kiedewicz begann seine Karriere in Toruń beim damaligen KS Pomorzanin Toruń und spielte bis 1999 für diverse Vorgänger des heutigen KS Toruń in der polnischen Ekstraliga. In der Saison 1999/2000 ging der Pole für KH Sanok aufs Eis.
Zur Saison 2000/2001 wechselte der damals 27-Jährige erstmals nach Deutschland zum damaligen Regionalligisten Kölner EC 2, der Amateurmannschaft der Kölner Haie. Nach einer Saison, in der er zweitbester Scorer seines Teams wurde, ging er wieder zurück nach Polen, genauer gesagt nach Danzig. Dort spielte er eine Saison lang, bevor er wieder nach Toruń wechselte.
Im Sommer 2006 wechselte Kiedewicz zum deutschen Viertligisten EHC Troisdorf. Dort absolvierte er in fünf Jahren 113 Spiele und erzielte 90 Tore und 113 Vorlagen. Dadurch ist er mit 203 Scorerpunkten punktbester Spieler des Vereins. Zur Saison 2011/12 wechselte Slawomir Kiedewicz zum EHC Neuwied.

## Karrierestatistik
(Legende zur Spielerstatistik: Sp oder GP = absolvierte Spiele; T oder G = erzielte Tore; V oder A = erzielte Assists; Pkt oder Pts = erzielte Scorerpunkte; SM oder PIM = erhaltene Strafminuten; +/− = Plus/Minus-Bilanz; PP = erzielte Überzahltore; SH = erzielte Unterzahltore; GW = erzielte Siegtore; 1 Play-downs/Relegation; Kursiv: Statistik nicht vollständig)